# Villa General Savio
Villa General Savio (Est. Sánchez) es una localidad argentina del partido de Ramallo, provincia de Buenos Aires.

## Historia
Esta población nació prácticamente con el trazado en el partido de Ramallo de las vías del ferrocarril Mitre que une la ciudad de Buenos Aires con Rosario, denominándose Estación Sánchez en homenaje a un vecino de nombre Simón Sánchez que donó los terrenos para la construcción de la estación ferroviaria.
En las cercanías de la estación Sánchez se fue conglomerando la población sin trazado ni denominación oficial, hasta que en el año 1967, por expediente 2207=6850/67, se acepta la denominación de Villa General Savio en honor del insigne creador de Plan Siderúrgico, General Manuel Nicolás Aristóbulo Savio, teniendo en cuenta la influencia de la Planta de Somisa, a poca distancia del lugar, y por estar la población prácticamente dentro del parque industrial.

## Geografía

### Sismicidad
El último cimbronazo fue a las 3.20 UTC-3 del 5 de junio de 1888 (ver terremoto del Río de la Plata en 1888). La región responde a las subfallas «del río Paraná», y «del río de la Plata», y a la falla de «Punta del Este», con sismicidad baja; y su última expresión se produjo hace 136 años, con una magnitud aproximadamente de 4,5 en la escala de Richter

### Población
Cuenta con 1,511 habitantes (Indec, 2010), lo que representa un incremento del 41% frente a los 1073 habitantes (Indec, 2001) del censo anterior.
| Gráfica de evolución demográfica de Villa General Savio entre 1991 y 2010 |
|                                                                           |
| Fuente: Censos nacionales del INDEC                                       |